# Wuwei (Wuhu)
Wuwei (en chino, 无为; pinyin, Wúwéi) es desde 2019 un municipio bajo la administración directa de la ciudad-prefectura de Wuhu, en la provincia de Anhui, República Popular China. Situada en las orillas del río Yangtsé en una zona de montaña y llanura, separada de Hefei por el lago Chao. Su área total es de 2042 km² y su población total para 2010 superó el 1,1 millón de habitantes.

## Administración
Desde 2023 el municipio Wuwei se divide en 20 pueblos que se administran en poblados. 